# マルタ海峡

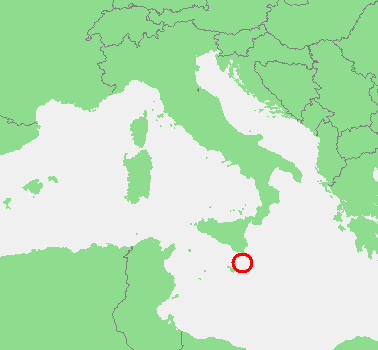
マルタ海峡

マルタ海峡 (マルタかいきょう、マルタ語:Fliegu ta' Malta、英語:Malta Channel、 イタリア語: Canale di Malta) は、イタリア南端のシチリア島とヨーロッパの島であるマルタを隔てる海峡である。マルタ人がヨーロッパへ向かう海路となっている。
第二次世界大戦中、この海は海戦の舞台となり、マルタがイギリスの植民地となった際に、大規模な採掘が行われた。また、ポエニ戦争中や、聖ヨハネ騎士団とオスマン帝国の海賊との間でも海戦が行われた。
座標: 北緯36度21分56秒 東経14度34分43秒 / 北緯36.3656度 東経14.5786度